# КНДР на летних Олимпийских играх 1972
КНДР принимала участие в Летних Олимпийских играх 1972 года в Мюнхене (ФРГ) в первый раз за свою историю и завоевала одну золотую, одну серебряную и три бронзовые медали.

## Медалисты
| Медаль  | Спортсмен    | Вид спорта     | Дисциплина         |
| ------- | ------------ | -------------- | ------------------ |
| Золото  | Ли Хо Джун   | Стрельба       | Мужчины, 50 м лёжа |
| Серебро | Ким У Гиль   | Бокс           | Мужчины, до 48 кг  |
| Бронза  | Ким Гван Хён | Вольная борьба | Мужчины, до 52 кг  |
| Бронза  | Ким Ён Ик    | Дзюдо          | Мужчины, до 63 кг  |
| Бронза  | Команда      | Волейбол       | Женщины            |

## Результаты соревнований

### Академическая гребля
В следующий раунд из каждого заезда проходили несколько лучших экипажей (в зависимости от дисциплины). В финал A выходили 6 сильнейших экипажей, ещё 6 экипажей, выбывших в полуфинале, распределяли места в финале B.
Мужчины
| Соревнование | Спортсмены            | Предварительный заезд | Предварительный заезд | Предварительный заезд | Отборочный заезд | Отборочный заезд | Отборочный заезд | Полуфинал             | Полуфинал             | Полуфинал             | Финал                 | Финал                 | Итоговое место        |                       |
| Соревнование | Спортсмены            | Заезд                 | Время                 | Место                 | Заезд            | Время            | Место            | Заезд                 | Время                 | Место                 | Время                 | Место                 | Итоговое место        |                       |
| ------------ | --------------------- | --------------------- | --------------------- | --------------------- | ---------------- | ---------------- | ---------------- | --------------------- | --------------------- | --------------------- | --------------------- | --------------------- | --------------------- | --------------------- |
| двойки       | Ри Джон Хи Ли Джон Ун | 3                     | 8:04,91               | 5                     | 3                | 7:56,42          | 4                | завершили выступление | завершили выступление | завершили выступление | завершили выступление | завершили выступление | завершили выступление | завершили выступление |